# 마이클 브래들리 (축구 선수)
마이클 브래들리(영어: Michael Sheehan Bradley, 1987년 7월 31일 ~ )는 미국의 전 축구 선수로, 현역 시절 포지션은 중앙 미드필더였다. 특히 그의 아버지 밥 브래들리는 축구 감독이며, 지난 2010년 FIFA 월드컵, 2014년 FIFA 월드컵에서 미국 축구 국가대표팀의 주전으로 참가했다.

## 축구인 경력

### 선수 경력
16세의 나이에 2004년 MLS 슈퍼 드래프트에 참가하여 그의 아버지인 밥 브래들리가 감독직을 맡고 있던 메트로스타스에 지명되었다.현재는 뉴욕 레드불스라는 이름의 구단이다. 입단 첫 해에는 한 경기에도 출전하지 못하였으나 다음 해에는 정기적으로 경기에 출전하며 입지를 넓히기 시작하였으며 시즌 마지막 경기 치바스 USA전에는 프로 데뷔 골을 기록하였다.
2006년 네덜란드 에레디비시 SC 헤이렌베인으로 이적하며 MLS 역사상 가장 어린 나이에 해외 무대로 진출한 선수가 되었다. 입단 후 초기엔 주전 자리를 점하지 못하였으나 2007년 파울 보스펄트가 은퇴하자 그의 자리를 꿰차며 주전으로 도약하여 2007-08 시즌에만 16골을 터뜨렸다.
2008년 8월 보루시아 묀헨글라트바흐로 이적하였다. 2009-10 시즌 초반 감독과의 불화로 출전 기회를 잡지 못하였으나 불화를 원만히 해결한 뒤 다시 경기에 출전하기 시작하였다.
2011년 1월 애스턴 빌라가 브래들리의 임대 영입을 공식 발표하였다. 2010-11 시즌 중반에 합류하게 된 브래들리는 2월 5일 풀럼과의 경기에 출전하며 리그 데뷔 경기를 치렀고 시즌이 끝날 때까지 2경기에 더 출전한 후 임대에서 복귀하였다.
이적 시장 마지막 날인 2011년 8월 31일 키에보베로나로의 이적을 확정지었다.

### 국가대표 경력
2006년 20세도 되지 않은 어린 나이에 미국 대표팀에 첫 소집되었고 다음 해 2007년 CONCACAF 골드컵에 출전하여 우승컵을 거머쥐는 데 공헌하였다. 이후 꾸준히 대표팀에 소집되며 2009년 FIFA 컨페더레이션스컵, 2010년 FIFA 월드컵, 2011년 CONCACAF 골드컵에 출전하여 대표팀의 주전 미드필더로 활약하였다.

## 같이 보기
- A매치 100경기 이상 출전한 축구 선수 명단